# Aloeides thyra
The Red Copper (Aloeides thyra) là một bướm ngày thuộc họ Lycaenidae. Loài này có ở Nam Phi.
Sải cánh từ 22–26 mm đối với con đực và 24–28 mm đối với con cái. Cá thể trưởng thành mọc cánh từ tháng 7 tới tháng 4 đỉnh điểm vào tháng 10 và tháng 2. Có nhiều lứa mỗi năm trong các tháng ấm hơn..
Ấu trùng ăn các loài Aspalathus acuminata, Aspalathus laricifolia và Aspalathus cymbiformis. Ấu trùng là thức ăn của kiến Lepisiota capensis.

## Phân loài
- Aloeides thyra thyra (Cape Peninsula, north-west to Lambert's Bay và phía đông to Matjiesfontein)
- Aloeides thyra orientis Pringle, 1994 (Stilbaai to Knysna in the West Cape)